# Lijst van voetbalinterlands Chili - Japan (vrouwen)
Deze lijst van voetbalinterlands is een overzicht van alle officiële voetbalinterlands tussen de nationale vrouwenteams van Chili en Japan. De landen hebben tot nu toe twee keer tegen elkaar gespeeld.

## Wedstrijden
| № | Plaats   | Datum           | Competitie             | Wedstrijd     | Uitslag |
| - | -------- | --------------- | ---------------------- | ------------- | ------- |
| 1 | Coquimbo | 15 januari 2010 | Vriendschappelijk      | Chili − Japan | 1 − 1   |
| 2 | Rifu     | 27 juli 2021    | Olympische Spelen 2020 | Chili − Japan | 0 − 1   |

## Samenvatting
| Competitie        | Totaal gespeeld | Winst Chili | Gelijk | Winst Japan | Doelsaldo Chili – Japan |
| ----------------- | --------------- | ----------- | ------ | ----------- | ----------------------- |
| Olympische Spelen | 1               | 0           | 0      | 1           | 0 − 1                   |
| Vriendschappelijk | 1               | 0           | 1      | 0           | 1 − 1                   |
| Totaal            | 2               | 0           | 1      | 1           | 1 − 2                   |